# Zelomorpha arizonensis
Zelomorpha arizonensis är en stekelart som beskrevs av William Harris Ashmead 1900. Zelomorpha arizonensis ingår i släktet Zelomorpha och familjen bracksteklar. Inga underarter finns listade i Catalogue of Life.